# Přebor Plzeňského kraje 2002/2003
Přebor Plzeňského kraje (jednu ze skupin 5. fotbalové ligy) hrálo v sezóně 2002/2003 16 klubů. Vítězem a postupujícím se stalo mužstvo FC Viktoria Plzeň „B“. Sestoupily poslední dva týmy TJ Slavoj Stod a FK Nepomuk.

## Systém soutěže
Kluby se střetly v soutěži každý s každým dvoukolovým systémem podzim–jaro, hrály tedy 30 kol.

## Výsledná tabulka
| Poř. | Tým                   | Z  | V  | R  | P  | VG  | OG | B  |
| ---- | --------------------- | -- | -- | -- | -- | --- | -- | -- |
| 1.   | FC Viktoria Plzeň „B“ | 30 | 25 | 5  | 0  | 106 | 19 | 80 |
| 2.   | TJ Chanos Chanovice   | 30 | 16 | 8  | 6  | 49  | 24 | 56 |
| 3.   | TJ Tatran Přimda      | 30 | 16 | 4  | 10 | 56  | 57 | 52 |
| 4.   | TJ CHKZ Poběžovice    | 30 | 13 | 8  | 9  | 45  | 35 | 47 |
| 5.   | TJ Jiskra Domažlice   | 30 | 13 | 8  | 9  | 48  | 39 | 47 |
| 6.   | SKP Rapid Plzeň       | 30 | 11 | 10 | 9  | 52  | 43 | 43 |
| 7.   | TJ Sušice             | 30 | 13 | 4  | 13 | 42  | 43 | 43 |
| 8.   | TJ ZKZ Horní Bříza    | 30 | 13 | 3  | 14 | 48  | 51 | 42 |
| 9.   | FK Tachov             | 30 | 11 | 8  | 11 | 46  | 47 | 41 |
| 10.  | TJ CHKZ Staňkov       | 30 | 11 | 7  | 12 | 39  | 38 | 40 |
| 11.  | TJ Keramika Chlumčany | 30 | 11 | 6  | 13 | 41  | 37 | 39 |
| 12.  | VD Luby               | 30 | 9  | 7  | 14 | 35  | 44 | 34 |
| 13.  | TJ Slávia Úněšov      | 30 | 10 | 4  | 16 | 37  | 66 | 34 |
| 14.  | SSK Bolevec           | 30 | 8  | 6  | 16 | 47  | 60 | 30 |
| 15.  | TJ Slavoj Stod        | 30 | 7  | 7  | 16 | 55  | 87 | 28 |
| 16.  | FK Nepomuk            | 30 | 4  | 3  | 23 | 31  | 87 | 15 |

Poznámky:
- Z = Odehrané zápasy; V = Vítězství; R = Remízy; P = Prohry; VG = Vstřelené góly; OG = Obdržené góly; B = Body

|  | Postup do příslušné Divize (A, B nebo C) |
|  | Sestup do příslušné I. A třídy           |